# یوجنیا لئون
یوجنیا لئون (زاده ۷ ژوئن ۱۹۵۶) یک خواننده مکزیکی است. . یوجنیا لئون متولد ۱۹۵۶ در تلالنپنتلا د باز، استادو د مخیکو، ایالت مکزیک، وارد دانشکده علوم و علوم انسانی از ناوکالپان د خوارز، استادو د مخیکو شد. در سن ۱۸ سالگی، او تصمیم گرفت خانه را ترک کند تا تحصیلات خود را در مدرسه ملی موسیقی دانشگاه مستقل ملی مکزیک تکمیل کند.